# Амарилдо
Амарилдо Таварес да Силвейра, Амару Тавареш да Сильвейра (порт.-браз. Amarildo Tavares da Silveira; род. 29 июля 1939, Кампус-дус-Гойтаказис, Рио-де-Жанейро) — бразильский футболист, левый нападающий. Выступал за сборную Бразилии. Чемпион мира 1962 года, где забил первый бразильский мяч в финальной игре. Единственный ныне живущий футболист, игравший в финальном матче Чемпионата Мира 1962 года. После чемпионата мира удачно выступал в Италии. Также отличался недисциплинированным поведением на поле, в частности, он получил за карьеру 10 красных карточек и 32 дня дисквалификаций.

## Карьера
Амарилдо родился в семье футболиста Амаро да Силвейры и его супруги Аиды. У него было ещё четыре сестры, одна из которых, Никея, в будущем стала его агентом. В детстве он был очень худым, вплоть до того что даже знавшие его люди думали, что он чем-то болен. Амарилдо начал карьеру в клубе «Гойтаказ» в 1956 году. В 1958 году форвард перешёл в клуб «Фламенго». Это произошло благодаря бывшему игроку «Гойтаказа», Паулиньо, чей брат Роберто играл за «Менго» и поспособствовал переходу футболиста. Амарилдо дебютировал в команде 1 июня в матче с «Сан-Кристован» (1:0). 11 июня он забил свой первый и единственный мяч за клуб, поразив ворота «Оларии» (2:2). Всего за «Менго» Амарилдо провёл 6 игр и забил 1 гол. Причиной ухода из команды стало курение. После проигранного матча с «Ботафого», главный тренер команды Мануэль Флейтас Солич увидел, что нападающий курил в раздевалке и накричал на него: «Амарилдо, я не хочу, чтобы ты курил здесь!». Футболист на это огрызнулся и назвал его стариком и трусом. Затем, когда команда проходила в подтрибунных помещениях, Амарилдо зашёл в раздевалку «Ботафого», где поговорил с Жуаном Салданьей, главным тренером клуба. После этого форвард стал игроком «Ботафого». В команде Амарилдо стал частью одной из самых известных линий нападения, состоявшей из Гарринчи, Диди, Куарентиньи, Марио Загалло и самого Амарилдо. Он выиграл с командой два чемпионата штата и турнир Рио-Сан-Паулу. В 1961 году спортивный директор клуба «Болонья» Карло Монтанари, который просматривал Жерсона, увидел его в одном из матчей. Он сразу связался с директором клуба Далль’Арой, на что тот сказал: «И кто когда-нибудь слышал о нём?». Амарилдо остался в Бразилии, где выступал ещё два сезоне. Всего за «Ботафого» нападающий провёл 238 матчей и забил 135 мячей.
В 1963 году Амарилдо заинтересовались «большие» итальянские клубы «Милан» и «Ювентус». «Милан» выиграл в этом споре, заплатив за трансфер игрока 50 млн крузейро. Любопытно, что за год до этого «Милан» также хотел приобрести игрока, однако предпочёл ему другого бразильского нападающего, Жермано. Он дебютировал в составе команды 1 сентября 1963 года в товарищеском матче с «Интером», в котором сразу же забил гол. 15 сентября он сыграл первую официальную игру за «россонери» с «Мантовой» (4:1), где забил гол на 82-й минуте встречи. В свой первом сезоне нападающий провёл больше всего, среди всей команды, игр — 39 матчей, в которых забил 16 голов, став вторым бомбардиром команды после Жозе Алтафини. Годом позже игрок получил в «Милане» футболку с номером 9. Он стал лучшим бомбардиром команды с 14-ю мячами, а клуб занял второе место в чемпионате страны. В сезоне 1965/66 Амарилдо по-прежнему оставался игроком основы клуба, но забивать стал меньше. А лидером нападения стал новый пришедший бразилец, Анджело Сормани. В свой последний сезон в «Милане» форвард выиграл Кубок Италии. Финальная игра с «Падовой», проведённая 14 июня 1967 года, стала последней, проведённой Амарилдо за клуб. В этой встрече футболист забил единственный гол и принёс команде победу в турнире. Всего за «россонери» Амарилдо провёл 131 матч и забил 38 голов. После прихода на пост главного тренера команды Нерео Рокко, итальянский специалист захотел избавиться от бразильского нападающего, который, по его мнению, был слишком конфликтен в общении с судьями, за что часто получал жёлтые и красные карточки.
Летом 1967 года Амарилдо перешёл в «Фиорентину», став частью сделки, в рамках которой в «Милан» перешёл Курт Хамрин. Он дебютировал в составе команды 24 сентября в матче с «Варезе» (3:1), в котором сделал «дубль». 7 января в матче со СПАЛом Амарилдо получил перелом малой берцовой кости и серьёзное растяжение лодыжки, из-за чего не выступал несколько месяцев. Летом 1968 года форвард уехал в отпуск в Бразилию, но возвращаться обратно не захотел, требуя двойного увеличения премиальных. Но новый главный тренер команды, аргентинец Бруно Песаола смог, благодаря своим друзьям в Бразилии, уговорить его возвратиться обратно. Единственное на что он пошёл, это просьба Амарилдо дать ему 11-й номер и возможность играть «свободного художника» в атаке, не обременённого одной позицией на поле. Позиция «треквартисты» удалась: Амарилдо помог клубу выиграть первый за 12 лет и второй в истории титул чемпиона страны. Всего за «Фиорентину» форвард провёл 85 матчей и забил 21 гол. В 1970 году Амарилдо перешёл в «Рому». 13 сентября игрок забил первый мяч за клуб в матче Кубка Италии с «Палермо». 11 октября форвард забил два гола за клуб, поразив ворота «Виченцы» (4:2). Первый гол Амарилдо в этой встрече стал первым голом «Ромы» в чемпионате. Во втором сезоне в команде Амарилдо выбыл из основы клуба. Всего за «Рому» он провёл 15 матчей и забил 3 гола. Во второй половине 1972 года Амарилдо возвратился в Бразилию, в клуб «Васко да Гама». Он приехал в клуб с недолеченной травмой мениска левого колена, из-за чего ему даже сделали операцию в Риме. Чуть позже он даже перенёс инсульт, из-за чего даже не мог тренироваться несколько месяцев. В январе 1973 года Амарилдо всё же дебютировал в составе «Васко» в матче с «Фламенго» (0:1). Он сыграл всего несколько игр в году и в начале 1974 года принял решение завершить карьеру.
В составе сборной Бразилии Амарилдо дебютировал 30 апреля 1961 года в матче Кубка Освалдо Круза с Парагваем (2:0), где он вышел на замену вместо Кварентиньи. В том же году он поехал на чемпионат мира, где считался дублёром Пеле:
У нас был Пеле, и я знал, что мой шанс сыграть был невелик. Но Пеле получил травму. И меня позвали заменить его. Ответственность была очень велика, но я был уверен в себе. Все партнёры [по команде] мне также доверяли
Сам Пеле сказал Амарилдо, чтобы тот играл, как в «Ботафого». Шефство над молодым игроком взял его партнёр по «Ботафого» Нилтон Сантос. Он сказал перед игрой: «Мальчик, ты будешь играть, как играл в „Ботафого“… Закрепи себе в голове, что эта игра, такая же как любая другая, которую ты играл на Маракане». На турнире футболист вышел на поле в третьем матче отборочного раунда соревнования против сборной Испании и в этой игре забил два мяча, принеся победу своей команде со счётом 2:1. Эти голы стали первыми, забитыми Амарилдо в форме национальной команды. После матча журналист Нелсон Родригес назвал его «Заменитель»; это прозвище закрепилось за ним до конца карьеры. Форвард сыграл все оставшиеся матчи турнира, а в финальной игре с Чехословакией сравнял счёт. Бразилия победила в матче 3:1 и завоевала золотые медали. Амарилдо забил на турнире 3 гола, поделив ещё с четырьмя игроками второе место в списке лучших бомбардиров. В 1966 году он был в расширенном списке из 47 кандидатов на поездку на свой второй чемпионат мира. Но на сам турнир форварда не взяли, как и ещё двоих, игравших в Италии футболистов, Дино Сани и Жаира. 25 июня 1966 года он провёл свой последний матч за сборную, в котором его команда сыграла вничью с Шотландией. Всего за национальную команду Амарилдо провёл 25 матчей (22 официальных) и забил 9 голов (7 в официальных встречах).
После завершения игровой карьеры Амарилдо стал работать тренером. Он работал в молодёжном составе «Фиорентины». Затем возвратился на родину, где работал с молодёжным составом «Ботафого». Потом он тренировал клуб межрегиональной лиги «Сорсо». А затем уехал в тунисский «Эсперанс», который привёл к победе в чемпионате и Кубке Туниса. Но там же он получил двухлетнюю дисквалификацию за нападение на арбитра. Позже он работал с клубом «Рондинелла» в серии С2, клубе «Туррис». Он сезон провёл в качестве ассистента главного тренера «Фиорентины», Себастьяна Лазарони. Затем работал главным тренером клуба «Понтедера» и Аль-Айна из ОАЭ. С «Аль-Айном» тренер добился победы в чемпионате ОАЭ в 1993 году. В мае 2007 года Амарилдо, спустя много десятилетий жизни в Италии, возвратился в Бразилию. 24 января он стал главным тренером клуба «Америка», но уже спустя неделю был уволен. Клуб под его руководством провёл один матч, в котором проиграл «Волта-Редонде» со счётом 2:4. 30 апреля 2011 года Амарилдо получил памятную доску на стадионе «Гойтаказа», где он начал свою карьеру: «Гойтаказ — это моя кровь. Я всегда был Гойтаказом, я никогда не отрицал этого, и я никогда не буду отрицать это. Именно клуб создал меня».

## Клубная статистика
| Сезон   | Клуб       | Лига         | Чемпионат | Чемпионат | Кубки | Кубки | Междун. | Междун. | Прочие | Прочие |
| Сезон   | Клуб       | Лига         | Игры      | Голы      | Игры  | Голы  | Игры    | Голы    | Игры   | Голы   |
| ------- | ---------- | ------------ | --------- | --------- | ----- | ----- | ------- | ------- | ------ | ------ |
| 1958    | Фламенго   | Лига Кариока | 6         | 1         | —     | —     | —       | —       | 0      | 0      |
| 1963/64 | Милан      | Серия А      | 31        | 14        | 1     | 0     | 4       | 0       | 3      | 2      |
| 1964/65 | Милан      | Серия А      | 27        | 14        | 1     | 0     | 2       | 0       | —      | —      |
| 1965/66 | Милан      | Серия А      | 24        | 2         | 0     | 0     | 2       | 0       | 6      | 1      |
| 1966/67 | Милан      | Серия А      | 25        | 2         | 5     | 3     | 2       | 0       | 0      | 0      |
| 1967/68 | Фиорентина | Серия А      | 17        | 5         | 2     | 0     | 2       | 0       | —      | —      |
| 1968/69 | Фиорентина | Серия А      | 25        | 6         | 1     | 0     | 4       | 2       | —      | —      |
| 1969/70 | Фиорентина | Серия А      | 20        | 5         | 4     | 1     | 6       | 1       | 4      | 1      |
| 1970/71 | Рома       | Серия А      | 21        | 7         | 4     | 1     | —       | —       | —      | —      |
| 1971/72 | Рома       | Серия А      | 12        | 3         | 3     | 0     | —       | —       | 0      | 0      |

## Достижения

### Как игрок

#### Командные
- Чемпион штата Рио-де-Жанейро 1961, 1962
- Обладатель Кубка О’Хиггинса: 1961
- Обладатель Кубка Освалдо Круза: 1962, 1963
- Победитель турнира Рио-Сан-Паулу: 1962
- Чемпион мира: 1962
- Обладатель Кубка Рока: 1963
- Обладатель Кубка Италии: 1966/67
- Чемпион Италии: 1968/69

#### Личные
- Лучший бомбардир чемпионата штата Рио-де-Жанейро: 1961 (18 голов)
- Лучший бомбардир турнира Рио-Сан-Паулу: 1962 (8 голов)

### Как тренер
- Чемпион Туниса: 1984/85
- Обладатель Кубка Туниса: 1986
- Чемпион ОАЭ: 1993

## Личная жизнь
Амарилдо был женат на итальянке Фиамме, с которой он познакомился во Флоренции и которая была на 12 лет его моложе. У них было трое детей, девочки Женнифер (родилась в Рио-де-Жанейро) и Катюша (родилась в Неаполе), а также мальчик Рилдо (родился во Флоренции). Сына он назвал в честь своего итальянского прозвища «Рилдо». Сам сын стал спортивным врачом, в частности, он работал в составе женской сборной Бразилии в возрастной группе до 17 лет. В 2010 году жена Рилдо, Иления Манчини, обвинила своего супруга, с которым они были женаты более 10 лет, в регулярных избиениях и подала на развод.
Амарилдо является глубоко верующим человеком: «Я очень верю в Бога, потому что люди, которые не верят в Бога являются животными. Он — атеист, он — бессердечный человек, он — злой человек, человек без сердца, если он не верит в Бога».
В сентябре 2011 года Амарилдо был поставлен диагноз — рак горла. Спустя девять месяцев химиотерапии, он полностью излечился от болезни.